# 張萬熙
張萬熙（1920年4月20日—2019年1月2日），作家，筆名墨人，江西省九江縣人。曾任報社主筆、總編輯、總經理、台灣東吳大學中文系兼任副教授，1985年退休，曾任英國劍橋國際傳記中心副董事長。
1939年在《前線日報》發表第一篇作品。創作以詩與小說為主，早期寫詩記載八年抗戰期間炎黃子孫堅苦卓絕精神。長篇小說《紅塵》獲得新聞局著作金鼎獎及嘉新優良著作獎。
主要作品有《紅樓夢的寫作技巧》、《墨人自選集》、《花市》、《白雪青山》、《小園昨夜又東風》、《紅塵》、《大陸文學之旅》、《娑婆世界》等。